# Ryūji Michiki
Ryūji Michiki (jap. 路木 龍次, Michiki Ryūji; * 25. August 1973 in der Präfektur Nagasaki) ist ein ehemaliger japanischer Fußballspieler.

## Nationalmannschaft
1996 debütierte Michiki für die japanische Fußballnationalmannschaft. Michiki bestritt 4 Länderspiele. Mit der japanischen Nationalmannschaft qualifizierte er sich für die Olympischen Spiele 1996.